# حامد عمر
حامد عمر حامد محمد سعيد العولقي، الشهير بحامد عمر، أديب وإعلامي وموسيقار سعودي، من مواليد مكة المكرمة في شهر رجب 1357هـ (1938). تقلد العولقي عدة مناصب كان آخرها مدير عام المطبوعات بمطار الملك عبد العزيز بجدة وله العديد من المساهمات الموسيقية والكتابات الصحافية والأدبية والنقدية.

## حياته
تلقى تعليمه الابتدائي بها. أول آلة موسيقية عزفها كانت (السمسمية) وقد صنعها بنفسه وهو في سن صغيرة ثم تعلم العزف على آلة (العود) على يد أستاذ موسيقى فلسطيني. سافر إلى مصر آوخر الخمسينات ليبدأ دراسته في معهد ليوناردو دافنتشي الإيطالي للموسيقى بالقاهرة، وأقام في حي جاردن سيتي.
لاحقاً التقى برفيقي دربه زهير أحمد السباعي وأسامة أحمد السباعي. كان لوجودة في مصر في تلك الحقبة الذهبية أثر جلي على إثراء ثقافته والتقائة بالأدباء والفنانين، حيث تردد بصحبة زهير أحمد السباعي على صالون العقاد صباح كل يوم جمعة.
ألف أول قطعة موسيقية عام 1959 بعنوان «أمسياتي» ثم «إشراقة»، «القافلة»، «أمل»، «هند»، «الجزائر»، وبلغ رصيدة عشرين مقطوعة.
بعد تخرجه عمل في إذاعة جدة ورأس قسم الموسيقى حيث التقى بالعازف الأرمني ' مهران بالكيان 'الذي كان يشاركه هم المهمة.
تردد على مصر منتصف الستينات للقاء أستاذه مدحت عاصم وصديقه أحمد شفيق كامل، وذات ليلة وفي عشاء بفيلا الدكتور علي المفتي إلتقا بالسيدة أم كلثوم، وطلبت الاستماع إلى شيء من أعماله التي نالت إعجابها، وأوصت المذيع جلال معوض بإذاعتها.
في عام 1969 تم تصنيفه كموسيقي فئة أولى (أ) في الإذاعة المصرية التي كانت تذيع مؤلفاته الموسيقية مثل «النسائم» من كلمات عبد الكريم نيازي كأول فنان سعودي يذاع له في الإذاعة المصرية، ثم الإذاعات الأجنبية الناطقة بالعربية (صوت أميركا، وإذاعة لندن).
غنى له الثلاثي المرح، وعلية التونسية (أغنية البنت أم ضفيرة)، ووديع الصافي ووفاء مصطفى (أغنية النسائم).
في شهر سبتمبر عام 1974 أسس بصحبة مجموعة من الفنانين على رأسهم إبراهيم خفاجي، الجمعية العربية السعودية للثقافة والفنون. مع مطلع الثمانينات كتب عموداً في صحيفة عكاظ بعنوان «نغم وشجن» وكان يعلق فيه على الأمور الفنية وهموم الموسيقى العربية، وسلسلة مقالات كمراسلات أدبية بينه وبين الأديب مطلق الذيابي، بعنوان «رسالة من بين الضباب».
عمل بوزارة الإعلام كمراقب داخلي وأحياناً كمراقب لأفلام الطائرات على الخطوط الجوية العربية السعودية مما أعطاه نافذة على العالم، ثم رقي كمدير لمراقبة المطبوعات بمطار الملك عبد العزيز بجدة ثم مديرا لإدارة الصحافة العربية بوزارة الإعلام 1997 - 1417هـ، ومن خلالها تعرف أكثر بالحركة الأدبية والثقافية المحلية من خلال نادي جدة الأدبي، إثنينية عبد المقصود خوجة، ثلوثية محمد سعيد طيب، جلسات الشيخ أحمد زكي يماني. أسس مكتبة ضخمة في منزلة تشمل كتباً متنوعة.

## الوفاة
توفى في 23 محرم 1427هـ / 22 فبراير 2006 في جدة.